# Маттео Вітайолі
Маттео Джампаоло Вітайолі (італ. Matteo Giampaolo Vitaioli; нар. 27 жовтня 1989, Фйорентіно, Сан-Марино) — санмаринський футболіст, півзахисник «Ла Фіоріти».

## Клубна кар'єра
Народився в Фйорентіно, Сан-Марино.
У 1999 році потрапив до структури «Сан-Марино». Дебютував на офіційному рівні 26 жовтня 2005 року в матчі Кубку Італії Серії С між «Сан-Марино» та «Рієті», який закінчився з рахунком 2-1. Розглядався як найперспективніший футболіст Сан-Марино, після чого перейшов до молодіжної команди «Емполі», де провів 12 матчів та відзначився двома голами, замість Джорджіо Новелло, який перейшов у «Тітано».
Повернувшись до Сан-Марино, грав з командою «Берретті», а влітку 2007 року в оренду до «Кальєзе» з Серії D.
У сезоні 2008/09 років знову відправився в оренду, а «Реал Монтеккіо», також представника Серії D.
Розпочав чемпіонат 2009/10 років у «Сан-Марино» у групі B Другого дивізіону, але, враховуючи невелику кількість ігрового часу, яке йому надали, зрештою перейшов до кінця сезону в «Кастелларано» з Серії D. Наступного сезону повернувся до «Сан-Марино» у Другий дивізіон. У вересні 2010 року керівництво «Сан-Марино» вирішило продовжити з ним контракт. 
У сезонах 2010/2012 років провів 27 матчів за «Сан-Марино» у Другому дивізіоні, допоміг команді здобути перемогу в плей-оф у чемпіонаті 11/12.
Влітку 2012 року перейшов до «Саммаурезе» з Еччелленци, де грав разом зі старшим братом Фабіо. Напередодні старту чемпіонату 2014/15 разом з братом Фабіо перейшов у «Тропікал Коріано» з Промоціоне, де став найкращим бомбардиром клубу, з яким в сезоні 2018/19 років вийшов в Еччелленцу. У сезоні 2021/22 років відзначився своїм 100-м голом у футболці «Тропікал Коріано».

## Кар'єра в збірній
Виступав за юнацькі (U-17, U-19) та молодіжну збірну. На міжнародному рівні дебютував 24 вересня 2004 року в програному (0:8) поєдинку проти юнацької збірної Португалії (U-17). 18 жовтня 2005 року відзначився голом у нічийному (3:3) матчі кваліфікації юнацького чемпіонату Європи 2006 року проти юнацької збірної Фарерських островів (U-17). 
У національній збірній Сан-Марино дебютував 17 жовтня 2007 року в програному (1:2) проти Уельсу, вийшов на заміну на 80-й хвилині матчу. 15 листопада 2014 року вийшов на поле у нічийному (0:0) матчі кваліфікації чемпіонату Європи 2016 року проти Естонії. Таким чином Сан-Марино набрала перше в історії очко у кваліфікації чемпіонату Європи та перервало серію з 61 поразок поспіль.
Відзначився своїм першим голом за національну збірну 8 вересня 2015 року в програному (1:2) поєдинку кваліфікації чемпіонату Європи 2016 у Франції проти Литви, одразу зрівняв рахунок і призупинив виїзну гольову посуху збірної Сан-Марино, яка тривала понад 14 років, починаючи з кваліфікації чемпіонату світу 2002 року (25 квітня 2001 року, Латвія – Сан-Марино 1-1, гол Нікола Албані).
Під час матчу Ліги націй УЄФА 2022-2023 Естонія – Сан-Марино побив рекорд за кількістю зіграних поєдинків за національну збірну, обігнавши Анді Сельву.

## Особисте життя
Старший брат Фабіо, також футболіст. Обидва гравці разом керували баром, яким вони володіли. У 2014 році його вирішили продати, оскільки робота заважала футбольним тренуванням.
Працює графічним дизайнером. Виховує доньку.

## Скандал
У липні 2017 року відсторонений дисциплінарним комітетом ФФСМ на 3 місяці за гру в букмекерських конторах.

## Статистика виступів

### Клубна
Станом на 28 жовтня 2023 року.
| Сезон                   | Команда                 | Чемпіонат               | Чемпіонат | Чемпіонат | Нац. кубок | Нац. кубок | Нац. кубок | Конт. кубок | Конт. кубок | Конт. кубок | Інші кубки | Інші кубки | Інші кубки | Загалом | Загалом |
| Сезон                   | Команда                 | Змаг.                   | Матчі     | Голи      | Змаг.      | Матчі      | Голи       | Змаг.       | Матчі       | Голи        | Змаг.      | Матчі      | Голи       | Матчі   | Голи    |
| ----------------------- | ----------------------- | ----------------------- | --------- | --------- | ---------- | ---------- | ---------- | ----------- | ----------- | ----------- | ---------- | ---------- | ---------- | ------- | ------- |
| 2005-січ. 2006          | «Сан-Марино»            | C1                      | 2         | 0         | КІ+КІ-C    | 0+1        | 0          | -           | -           | -           | -          | -          | -          | 3       | 0       |
| січ.-лип. 2006          | «Емполі»                | A                       | 0         | 0         | КІ         | -          | -          | -           | -           | -           | -          | -          | -          | 0       | 0       |
| 2006-2007               | «Сан-Марино»            | C1                      | 2         | 0         | КІ-C       | 0          | 0          | -           | -           | -           | -          | -          | -          | 2       | 0       |
| 2007-2008               | «Кальєзе»               | D                       | 26+2      | 1         | КІ-D       | 0          | 0          | -           | -           | -           | -          | -          | -          | 28      | 1       |
| 2008-2009               | «Реал Монтеккіо»        | D                       | 30+2      | 6         | КІ-D       | 0          | 0          | -           | -           | -           | -          | -          | -          | 32      | 6       |
| 2009-січ. 2010          | «Сан-Марино»            | 2Д                      | 1         | 0         | КІ-ЛП      | 2          | 0          | -           | -           | -           | -          | -          | -          | 3       | 0       |
| січ.-лип. 2010          | «Кастелларано»          | D                       | 17        | 2         | КІ-D       | -          | -          | -           | -           | -           | -          | -          | -          | 17      | 2       |
| 2010-2011               | «Сан-Марино»            | 2Д                      | 14+1      | 0         | КІ+КІ-ЛП   | 0+3        | 1          | -           | -           | -           | -          | -          | -          | 18      | 1       |
| 2011-2012               | «Сан-Марино»            | 2Д                      | 4         | 0         | КІ-ЛП      | 2          | 0          | -           | -           | -           | -          | -          | -          | 6       | 0       |
| Загалом за «Сан-Марино» | Загалом за «Сан-Марино» | Загалом за «Сан-Марино» | 23+1      | 0         |            | 8          | 1          |             | -           | -           |            | -          | -          | 32      | 1       |
| 2012-2013               | «Фйорентіно»            | ЧС                      | 1         | 0         | КС         | 3          | 0          | -           | -           | -           | -          | -          | -          | 4       | 0       |
| 2012-2013               | «Саммаурезе»            | Ечч                     | 27        | 7         | КІ-амат.   | 0          | 0          | -           | -           | -           | -          | -          | -          | 27      | 7       |
| січ.лип. 2021           | «Пеннаросса»            | ЧС                      | 3         | 0         | КС         | -          | -          | -           | -           | -           | -          | -          | -          | 3       | 0       |
| 2021-2022               | «Тропікал Коріано»      | Ечч.                    | 17        | 3         | КІ-амат.   | 0          | 0          | -           | -           | -           | -          | -          | -          | 17      | 3       |
| 2022-2023               | «Ла Фіоріта»            | ЧС                      | 20+4      | 6+1       | КС         | 4          | 3          | ЛКУЄФА      | 0           | 0           | СК         | 1          | 0          | 29      | 10      |
| 2023-2024               | «Ла Фіоріта»            | ЧС                      | 7         | 2         | КС         | 2          | 0          | ЛКУЄФА      | 1           | 0           | -          | -          | -          | 10      | 2       |
| Загалом за «Ла Фіоріту» | Загалом за «Ла Фіоріту» | Загалом за «Ла Фіоріту» | 27+4      | 8+1       |            | 6          | 3          |             | 1           | 0           |            | 1          | 0          | 39      | 12      |
| Усього за кар'єру       | Усього за кар'єру       | Усього за кар'єру       | 180       | 28        |            | 17         | 4          |             | 1           | 0           |            | 1          | 0          | 199     | 32      |

### У збірній
| Дата       | Місто                  | Господарі         | Результат | Гості               | Турнір                                | Голи | Примітки       |
| ---------- | ---------------------- | ----------------- | --------- | ------------------- | ------------------------------------- | ---- | -------------- |
| 17-10-2007 | Серравалле             | Сан-Марино        | 1 – 2     | Уельс               | Відбір до ЧЄ 2008                     | -    | 80' 86'        |
| 11-10-2008 | Серравалле             | Сан-Марино        | 1 – 3     | Словаччина          | Відбір до ЧС 2010                     | -    | 84'            |
| 15-10-2008 | Белфаст                | Північна Ірландія | 4 – 0     | Сан-Марино          | Відбір до ЧС 2010                     | -    | 46'            |
| 19-11-2008 | Серравалле             | Сан-Марино        | 0 – 3     | Чехія               | Відбір до ЧС 2010                     | -    | 88'            |
| 11-2-2009  | Серравалле             | Сан-Марино        | 0 – 3     | Північна Ірландія   | Відбір до ЧС 2010                     | -    | 86'            |
| 1-4-2009   | Кельці                 | Польща            | 10 – 0    | Сан-Марино          | Відбір до ЧС 2010                     | -    | 64'            |
| 12-8-2009  | Марибор                | Словенія          | 5 – 0     | Сан-Марино          | Відбір до ЧС 2010                     | -    | 59'            |
| 9-9-2009   | Угерске Градіште       | Чехія             | 7 – 0     | Сан-Марино          | Відбір до ЧС 2010                     | -    | 45'            |
| 14-10-2009 | Серравалле             | Сан-Марино        | 0 – 3     | Словенія            | Відбір до ЧС 2010                     | -    | 74'            |
| 3-9-2010   | Серравалле             | Сан-Марино        | 0 – 5     | Нідерланди          | Відбір до ЧЄ 2012                     | -    | 82'            |
| 7-9-2010   | Мальме                 | Швеція            | 6 – 0     | Сан-Марино          | Відбір до ЧЄ 2012                     | -    |                |
| 8-10-2010  | Будапешт               | Угорщина          | 8 – 0     | Сан-Марино          | Відбір до ЧЄ 2012                     | -    | 77'            |
| 12-10-2010 | Серравалле             | Сан-Марино        | 0 – 2     | Молдова             | Відбір до ЧЄ 2012                     | -    | 27'            |
| 17-11-2010 | Гельсінкі              | Фінляндія         | 8 – 0     | Сан-Марино          | Відбір до ЧЄ 2012                     | -    | 77'            |
| 9-2-2011   | Серравалле             | Сан-Марино        | 0 – 1     | Ліхтенштейн         | товариський матч                      | -    |                |
| 3-6-2011   | Серравалле             | Сан-Марино        | 0 – 1     | Фінляндія           | Відбір до ЧЄ 2012                     | -    | 81'            |
| 7-6-2011   | Серравалле             | Сан-Марино        | 0 – 3     | Угорщина            | Відбір до ЧЄ 2012                     | -    |                |
| 10-8-2011  | Серравалле             | Сан-Марино        | 0 – 1     | Румунія             | товариський матч                      | -    | 80'            |
| 2-9-2011   | Ейндговен              | Нідерланди        | 11 – 0    | Сан-Марино          | Відбір до ЧЄ 2012                     | -    |                |
| 6-9-2011   | Серравалле             | Сан-Марино        | 0 – 5     | Швеція              | Відбір до ЧЄ 2012                     | -    |                |
| 11-10-2011 | Кишинів                | Молдова           | 4 – 0     | Сан-Марино          | Відбір до ЧЄ 2012                     | -    | 84'            |
| 14-8-2012  | Серравалле             | Сан-Марино        | 2 – 3     | Мальта              | товариський матч                      | -    | 71'            |
| 11-9-2012  | Серравалле             | Сан-Марино        | 0 – 6     | Чорногорія          | Відбір до ЧС 2014                     | -    | 80'            |
| 16-10-2012 | Серравалле             | Сан-Марино        | 0 – 2     | Молдова             | Відбір до ЧС 2014                     | -    | 51'            |
| 14-11-2012 | Подгориця              | Чорногорія        | 3 – 0     | Сан-Марино          | Відбір до ЧС 2014                     | -    | 74'            |
| 22-3-2013  | Серравалле             | Сан-Марино        | 0 – 8     | Англія              | Відбір до ЧС 2014                     | -    |                |
| 26-3-2013  | Варшава                | Польща            | 5 – 0     | Сан-Марино          | Відбір до ЧС 2014                     | -    |                |
| 31-5-2013  | Болонья                | Італія            | 4 – 0     | Сан-Марино          | товариський матч                      | -    | 79'            |
| 6-9-2013   | Львів                  | Україна           | 9 – 0     | Сан-Марино          | Відбір до ЧС 2014                     | -    |                |
| 10-9-2013  | Серравалле             | Сан-Марино        | 1 – 5     | Польща              | Відбір до ЧС 2014                     | -    | 29'            |
| 15-10-2013 | Серравалле             | Сан-Марино        | 0 – 8     | Україна             | Відбір до ЧС 2014                     | -    | 19'            |
| 8-9-2014   | Серравалле             | Сан-Марино        | 0 – 2     | Литва               | Відбір до ЧЄ 2016                     | -    |                |
| 9-10-2014  | Лондон                 | Англія            | 5 – 0     | Сан-Марино          | Відбір до ЧЄ 2016                     | -    |                |
| 14-10-2014 | Серравалле             | Сан-Марино        | 0 – 4     | Швейцарія           | Відбір до ЧЄ 2016                     | -    | 61'            |
| 15-11-2014 | Серравалле             | Сан-Марино        | 0 – 0     | Естонія             | Відбір до ЧЄ 2016                     | -    | 77'            |
| 27-3-2015  | Любляна                | Словенія          | 6 – 0     | Сан-Марино          | Відбір до ЧЄ 2016                     | -    |                |
| 31-3-2015  | Ешен                   | Ліхтенштейн       | 1 – 0     | Сан-Марино          | товариський матч                      | -    | 46' 74'        |
| 14-6-2015  | Таллінн                | Естонія           | 2 – 0     | Сан-Марино          | Відбір до ЧЄ 2016                     | -    | 90'            |
| 5-9-2015   | Серравалле             | Сан-Марино        | 0 – 6     | Англія              | Відбір до ЧЄ 2016                     | -    |                |
| 8-9-2015   | Вільнюс                | Литва             | 2 – 1     | Сан-Марино          | Відбір до ЧЄ 2016                     | 1    | 80'            |
| 9-10-2015  | Санкт-Галлен           | Швейцарія         | 7 – 0     | Сан-Марино          | Відбір до ЧЄ 2016                     | -    |                |
| 12-10-2015 | Серравалле             | Сан-Марино        | 0 – 2     | Словенія            | Відбір до ЧЄ 2016                     | -    | 90'            |
| 4-9-2016   | Серравалле             | Сан-Марино        | 0 – 1     | Азербайджан         | Відбір до ЧС 2018                     | -    | кап. 36' 86'   |
| 8-10-2016  | Белфаст                | Північна Ірландія | 4 – 0     | Сан-Марино          | Відбір до ЧС 2018                     | -    | кап. 52'       |
| 11-11-2016 | Серравалле             | Сан-Марино        | 0 – 8     | Німеччина           | Відбір до ЧС 2018                     | -    | кап. 60' 90+1' |
| 22-2-2017  | Серравалле             | Сан-Марино        | 0 – 2     | Андорра             | товариський матч                      | -    | кап.           |
| 26-3-2017  | Серравалле             | Сан-Марино        | 0 – 6     | Чехія               | Відбір до ЧС 2018                     | -    | кап. 44'       |
| 8-9-2018   | Мінськ                 | Білорусь          | 5 – 0     | Сан-Марино          | Ліга націй УЄФА 2018-2019 - 1-й раунд | -    | 62'            |
| 11-9-2018  | Серравалле             | Сан-Марино        | 0 – 3     | Люксембург          | Ліга націй УЄФА 2018-2019 - 1-й раунд | -    |                |
| 12-10-2018 | Кишинів                | Молдова           | 2 – 0     | Сан-Марино          | Ліга націй УЄФА 2018-2019 - 1-й раунд | -    | кап.           |
| 15-10-2018 | Люксембург             | Люксембург        | 3 – 0     | Сан-Марино          | Ліга націй УЄФА 2018-2019 - 1-й раунд | -    |                |
| 15-11-2018 | Серравалле             | Сан-Марино        | 0 – 1     | Молдова             | Ліга націй УЄФА 2018-2019 - 1-й раунд | -    | 37' 81'        |
| 21-3-2019  | Нікосія                | Кіпр              | 5 – 0     | Сан-Марино          | Відбір до ЧЄ 2020                     | -    | 46'            |
| 24-3-2019  | Серравалле             | Сан-Марино        | 0 – 2     | Шотландія           | Відбір до ЧЄ 2020                     | -    | 61'            |
| 8-6-2019   | Саранськ               | Росія             | 9 – 0     | Сан-Марино          | Відбір до ЧЄ 2020                     | -    | кап.           |
| 11-6-2019  | Астана                 | Казахстан         | 4 – 0     | Сан-Марино          | Відбір до ЧЄ 2020                     | -    | кап. 83'       |
| 6-9-2019   | Серравалле             | Сан-Марино        | 0 – 4     | Бельгія             | Відбір до ЧЄ 2020                     | -    | 74'            |
| 9-9-2019   | Серравалле             | Сан-Марино        | 0 – 4     | Кіпр                | Відбір до ЧЄ 2020                     | -    | 69'            |
| 8-9-2020   | Серравалле             | Сан-Марино        | 0 – 2     | Ліхтенштейн         | Ліга націй УЄФА 2020-2021 - 1-й раунд | -    |                |
| 7-10-2020  | Любляна                | Словенія          | 4 – 0     | Сан-Марино          | товариський матч                      | -    | кап.           |
| 11-11-2020 | Серравалле             | Сан-Марино        | 0 – 3     | Латвія              | товариський матч                      | -    | 74'            |
| 14-11-2020 | Серравалле             | Сан-Марино        | 0 – 0     | Гібралтар           | Ліга націй УЄФА 2020-2021 - 1-й раунд | -    | 67'            |
| 28-5-2021  | Кальярі                | Італія            | 7 – 0     | Сан-Марино          | товариський матч                      | -    | 51'            |
| 1-6-2021   | Приштина               | Косово            | 4 – 1     | Сан-Марино          | товариський матч                      | -    | кап. 58'       |
| 2-9-2021   | Андорра-ла-Велья       | Андорра           | 2 – 0     | Сан-Марино          | QMondiali                             | -    | 75'            |
| 5-9-2021   | Серравалле             | Сан-Марино        | 1 – 7     | Польща              | Відбір до ЧС 2022                     | -    | кап. 46'       |
| 8-9-2021   | Тирана                 | Албанія           | 5 – 0     | Сан-Марино          | Відбір до ЧС 2022                     | -    | 69'            |
| 9-10-2021  | Варшава                | Польща            | 5 – 0     | Сан-Марино          | Відбір до ЧС 2022                     | -    | 71'            |
| 12-10-2021 | Серравалле             | Сан-Марино        | 0 – 3     | Андорра             | Відбір до ЧС 2022                     | -    | 60'            |
| 12-11-2021 | Будапешт               | Угорщина          | 4 – 0     | Сан-Марино          | Відбір до ЧС 2022                     | -    | 60'            |
| 15-11-2021 | Серравалле             | Сан-Марино        | 0 – 10    | Англія              | Відбір до ЧС 2022                     | -    | 46'            |
| 25-3-2022  | Серравалле             | Сан-Марино        | 1 – 2     | Литва               | товариський матч                      | -    | 46'            |
| 28-3-2022  | Сан-Педро-дель-Пінатар | Кабо-Верде        | 2 – 0     | Сан-Марино          | товариський матч                      | -    | 33'            |
| 2-6-2022   | Таллінн                | Естонія           | 2 – 0     | Сан-Марино          | Ліга націй УЄФА 2022-2023 - 1-й раунд | -    | кап. 56'       |
| 9-6-2022   | Серравалле             | Сан-Марино        | 0 – 1     | Ісландія            | товариський матч                      | -    | 60'            |
| 12-6-2022  | Та-Калі                | Мальта            | 1 – 0     | Сан-Марино          | Ліга націй УЄФА 2022-2023 - 1-й раунд | -    | 85'            |
| 21-9-2022  | Серравалле             | Сан-Марино        | 0 – 0     | Сейшельські Острови | товариський матч                      | -    | кап. 60'       |
| 26-9-2022  | Серравалле             | Сан-Марино        | 0 – 4     | Естонія             | Ліга націй УЄФА 2022-2023 - 1-й раунд | -    | 84'            |
| 17-11-2022 | Грос Іслет             | Сент-Люсія        | 1 – 1     | Сан-Марино          | товариський матч                      | -    | кап. 69'       |
| 20-11-2022 | Грос Іслет             | Сент-Люсія        | 1 – 0     | Сан-Марино          | товариський матч                      | -    | 60'            |
| 23-3-2023  | Серравалле             | Сан-Марино        | 0 – 2     | Північна Ірландія   | Відбір до ЧЄ 2024                     | -    | 85'            |
| 26-3-2023  | Любляна                | Словенія          | 2 – 0     | Сан-Марино          | Відбір до ЧЄ 2024                     | -    | 73'            |
| 16-6-2023  | Парма                  | Сан-Марино        | 0 – 3     | Казахстан           | Відбір до ЧЄ 2024                     | -    | 80'            |
| 19-6-2023  | Гельсінкі              | Фінляндія         | 6 – 0     | Сан-Марино          | Відбір до ЧЄ 2024                     | -    | 66'            |
| 7-9-2023   | Копенгаген             | Данія             | 4 – 0     | Сан-Марино          | Відбір до ЧЄ 2024                     | -    | 46'            |
| 10-9-2023  | Серравалле             | Сан-Марино        | 0 – 4     | Словенія            | Відбір до ЧЄ 2024                     | -    | кап. 24' 59'   |
| 14-10-2023 | Белфаст                | Північна Ірландія | 3 – 0     | Сан-Марино          | Відбір до ЧЄ 2024                     | -    | кап. 60'       |
| 17-10-2023 | Серравалле             | Сан-Марино        | 1 – 2     | Данія               | Відбір до ЧЄ 2024                     | -    | 74'            |
| 17-11-2023 | Астана                 | Казахстан         | 3 – 1     | Сан-Марино          | Відбір до ЧЄ 2024                     | -    | 27'            |
| 20-11-2023 | Серравалле             | Сан-Марино        | 1 – 2     | Фінляндія           | Відбір до ЧЄ 2024                     | -    | кап. 24' 62'   |
| 20-3-2024  | Серравалле             | Сан-Марино        | 1 – 3     | Сент-Кіттс і Невіс  | товариський матч                      | -    | 77'            |
| 24-3-2024  | Серравалле             | Сан-Марино        | 0 – 0     | Сент-Кіттс і Невіс  | товариський матч                      | -    | 90+4'          |
| Усього     |                        | Матчів (1 місце)  | 92        |                     | Голів                                 | 1    |                |

| Дата      | Місто  | Господарі | Результат | Гості      | Турнір           | Голи | Примітки |
| --------- | ------ | --------- | --------- | ---------- | ---------------- | ---- | -------- |
| 31-5-2017 | Емполі | Італія    | 8 – 0     | Сан-Марино | товариський матч | -    | кап. 63' |
| Усього    |        | Матчів    | 1         |            | Голів            | 0    |          |

## Титули і досягнення
- Володар Кубка Сан-Марино: 2023-24